# Willem Roelofs

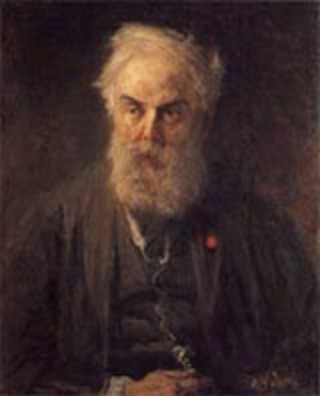
Willem Roelofs
von Jozef Israëls, 1892

Willem Roelofs (* 10. März 1822 in Amsterdam; † 12. Mai 1897 in Berchem) war ein bedeutender niederländischer Landschaftsmaler, Aquarellist, Radierer, Zeichner, Lithograph und Entomologe. Er gehört zu den ersten holländischen Malern, die von der klassischen Malerei der Romantik zu der des Impressionismus gewechselt sind. Damit zählt er zu den Vorläufern und Gründern der Haager Schule.

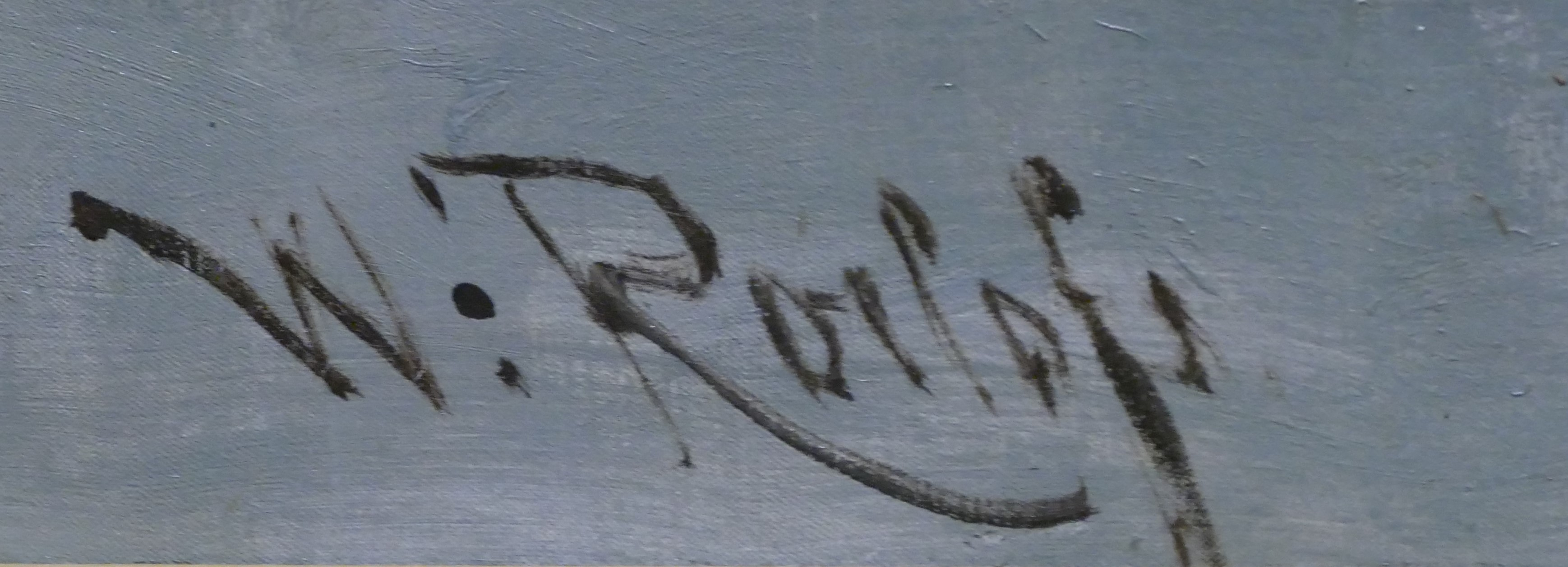
Signatur Willem Roelofs

## Leben
Willem Roelofs wurde 1822 in Amsterdam als Sohn eines Ziegel-Herstellers geboren. Als er 4 Jahre alt war, zog die Familie nach Utrecht, wo Willem bereits im Kindesalter anfing zu zeichnen. Sein erstes Gemälde stammt aus dem Jahre 1837. Er war fest entschlossen Maler zu werden, daher nahm er bereits in jungen Jahren Malunterricht bei dem Amateurmaler Abraham Hendrik Winter. In dieser Zeit hat er auch das erste Mal auf Ausstellungen in Amsterdam und Rotterdam Gemälde der lebenden Meister gesehen.
Roelofs lernte an der Koninklijke Academie van Beeldende Kunsten (Den Haag) zu malen. Im Jahre 1840 kam er in die Klasse von Landschafts- und Tiermaler Hendrik van de Sande Bakhuyzen, mit dem er ein Jahr später eine Studienreise nach Deutschland machte.
Bis 1846 lebte er mit seinen Eltern in Utrecht. Ein Jahr später gründete er u. a. mit Johan Hendrik Weissenbruch, Jan Weissenbruch, Jan Frederik van Deventer, Willem Antonie van Deventer, Jacob Jan van der Maaten und Johannes Bosboom den Künstlerverein Pulchri Studio im Haus von Jan Hardenberg. Dort wurden Unterrichtsstunden, Kunstrezensionen und Ausstellungen organisiert. Im selben Jahr zog er nach Brüssel, wo er bis 1887 lebte.
1848 stellte er erstmals seine Arbeiten auf der Exposition Generale Ausstellung in Brüssel aus. Die Ausstellung war ein großer Erfolg für Roelofs, belegt durch die Tatsache, dass der König von Belgien eines seiner Landschaftsgemälde kaufte. Nach diesem Erfolg folgten viele Aufträge.

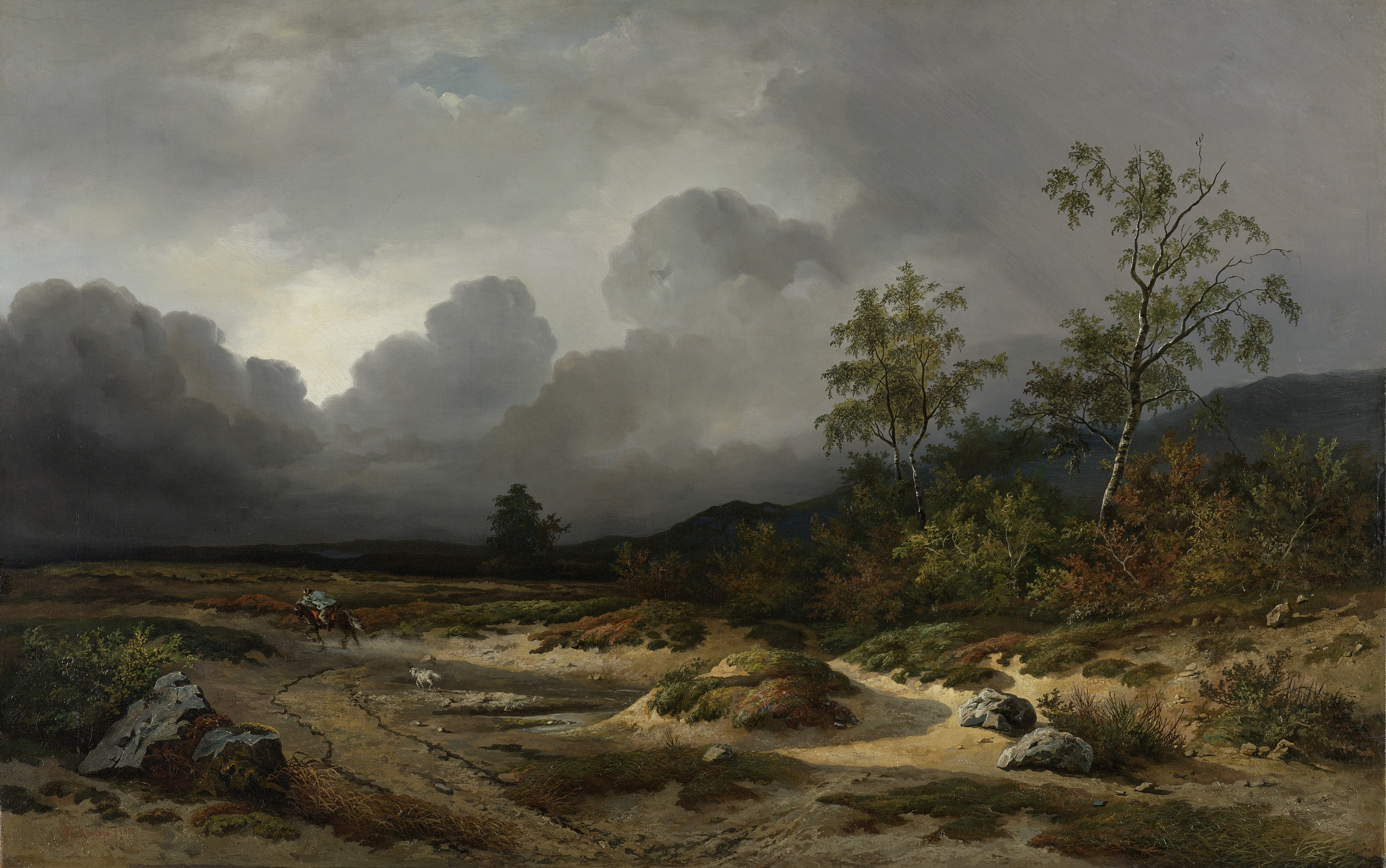
Landschaft mit nahenden Sturm, 1850 (Rijksmuseum Amsterdam)

Ab 1856 verbrachte er die Sommer regelmäßig in den Niederlanden, unter anderem in Het Gooi und an der Vecht,
Noorden, Kortenhoef, Loosdrecht, Meerkerk, Gouda, Reeuwijk und Leidschendam. Er suchte zuvor uneingefangene Motive und fand diese in den Feuchtgebieten rund um Nieuwkoop. Diese Entdeckung wollte er zunächst vor seinen Kollegen geheim halten.
In den 1850er und 1860er Jahren ging er oft in die Nähe der Senne bei Belgisch-Limburg und Kempen. Seine ausgestellten Bilder der Polderlandschaften inspirierten viele Maler der Haager Schule und öffneten dem Publikum die Augen für die Poesie dieser Landschaft. 1856 gründete er, zusammen mit weiteren Malern, die Société royale belge des aquarellistes. Er war eng am künstlerischen Leben der Stadt beteiligt, viele Werke seiner belgischen Kollegen zeigen Verwandtschaft zu seinen Gemälden.
Im Jahr 1870 starb seine Frau. Drei Jahre später heiratete er Albertine Vertomme, seine zwei Söhne Albert (1877–1920) und Willem Elisa (1874–1940) wurden später ebenfalls Maler. Im Jahre 1877 zog er mit seiner Familie zurück nach Den Haag. Ab 1892 ging es ihm gesundheitlich immer schlechter, das Malen gab er allerdings trotzdem nicht auf. 1897 starb er im Haus seines Bruders in Berchem in der Nähe von Antwerpen.

### Schule von Barbizon
In den Jahren 1851, 1852 und 1856 reiste er nach Barbizon und Fontainebleau. Dort lebten und arbeiteten die französischen Maler der berühmten Schule von Barbizon. Während seiner Zeit in Brüssel knüpfte er Verbindungen zwischen der Schule von Barbizon und den Landschaftsmalern der Haager Schule.

## Begegnung mit Vincent van Gogh
Am 1. November 1880 schrieb Vincent van Gogh an seinen Bruder Theo, dass er wie angeraten den bekannten Maler Willem Roelofs am Haachtsesteenweg in Brüssel besucht habe. 

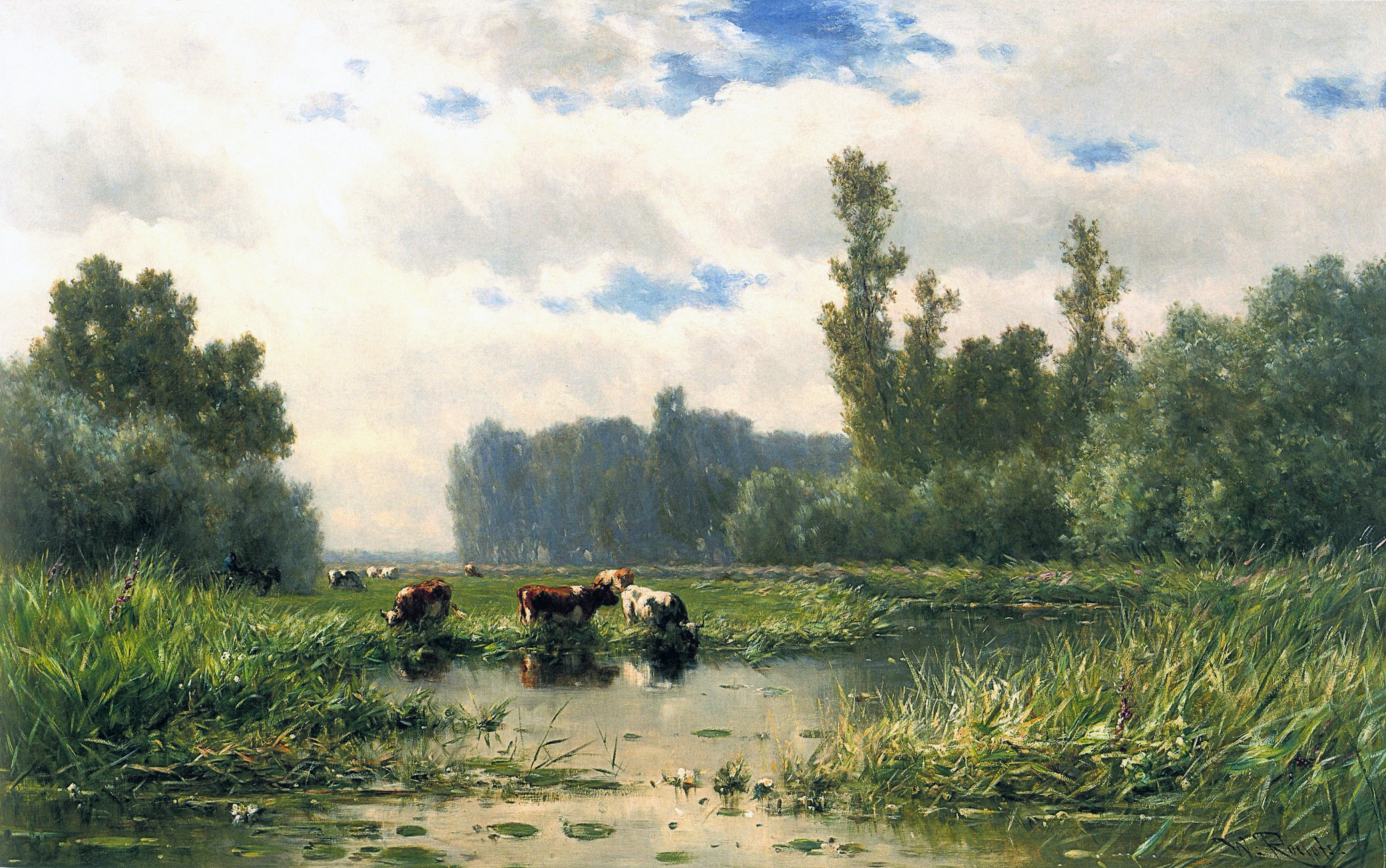
Kühe am Ufer bei Gein, 1883 (Dordrechts Museum)

„Dass ich mich von nun an auf das Zeichnen aus der Natur konzentriere, d. H. Ob Gips oder Modell, aber nicht ohne Anleitung von jemandem, der es gut versteht. Und auch er und andere haben mir ernsthaft geraten, auf eine Zeichnungsakademie zu gehen, wenigstens für eine Weile, hier oder in Antwerpen oder irgendwo, wo ich nur konnte, und ich denke, ich sollte tatsächlich etwas tun, um zu dieser Zeichnungsakademie zugelassen zu werden, obwohl ich die Idee nicht besonders mag.“

## Werk
Willem Roelofs galt als Vorläufer der Haager Schule, einer Gruppe von Malern, die sich auf das Licht und die Atmosphäre in der Natur konzentrierte. Roelofs war einer der ersten niederländischen Künstler, der die Motive der romantischen Malerei fortan ablehnte. Er malte ganz im Sinne der Schule von Barbizon ruhige Szenen der unberührten Natur. Vor allem seine frühen Landschaften mit hohem bewölktem Himmel, launischen Teichen und Wiesen mit Vieh bevölkert sind typisch für die Schule.
In seinem Frühwerk (bis zur Mitte des 19. Jahrhunderts) erkennt man noch die typische Malerei der Romantik. Nach dieser Zeit merkt man deutlich den Einfluss der Schule von Barbizon und des Impressionismus.

### Werke (Auswahl)
| Bild | Titel                                        | Größe, Material                     | Ausstellung/Sammlung/Besitzer            |
| ---- | -------------------------------------------- | ----------------------------------- | ---------------------------------------- |
|      | Landschaft mit Bäumen und Wasser             | 31.5 × 41 cm, Öl auf Holz           | Museum Boijmans Van Beuningen, Rotterdam |
|      | Der Regenbogen                               | 95,2 × 147,7 cm, Öl auf Leinwand    | Gemeentemuseum Den Haag                  |
|      | Mühle in der Nähe von Abcoude                | 45 × 68 cm, Öl auf Leinwand         | Rijksmuseum Amsterdam                    |
|      | Drei Kühe an einem Teich                     | 33,6 × 50,6 cm, Aquarell auf Papier | Rijksmuseum Amsterdam                    |
|      | Früher Morgen                                | 152 × 82 cm, Öl auf Leinwand        | Privatsammlung                           |
|      | Polderlandschaft mit Mühle                   | 80 × 100,8 cm, Öl auf Leinwand      | Gemeentemuseum Den Haag                  |
|      | Ansicht von Rio de Janeiro                   | 26,5 × 44,5 cm, Aquarell auf Papier | Pinacoteca do Estado de São Paulo        |
|      | Landweg bei Laren                            | 27 × 42 cm, Öl auf Leinwand         | Rijksmuseum Amsterdam                    |
|      | Kühe am Nachmittag                           | 180 × 230 cm, Öl auf Leinwand       | Mariano Procópio Museum, Juiz de Fora    |
|      | See in der Nähe von Loosdrecht               | 30 × 45 cm, Öl auf Leinwand         | Rijksmuseum Amsterdam                    |
|      | Die Brücke über den Fluss Ijssel in Doesburg | 24,5 × 49,5 cm, Öl auf Leinwand     | Rijksmuseum Amsterdam                    |

## Dauerausstellungen (Auswahl)
Zu seinen Lebzeiten wurden viele seiner Werke auf Ausstellungen der Öffentlichkeit gezeigt. Heute sind seine Gemälde und Aquarelle in bedeutenden Holländischen Museen, wie z. B. dem Rijksmuseum (Amsterdam) oder dem Gemeentemuseum (Den Haag), zu sehen. Auch international besitzen einige Museen seine Arbeiten, z. B. die Pinacoteca do Estado de São Paulo.

## Ausstellungen (Auswahl)
In den Jahren 2006 und 2007 wurde im Rahmen der Retrospektive Der Atem der Natur erstmals wieder sein Werk in Einzelausstellungen gezeigt. Vom 26. November 2006 bis 25. Februar 2007 wurden die Werke im Museum Jan Cunen in Oss ausgestellt und vom 17. März bis 13. Mai 2007 in der Kunsthalle Rotterdam. Die Ausstellungen wurden von einer Monografie mit Ausstellungskatalog begleitet.
Weitere Ausstellungen mit seinen Werken:
- The Seibu Museum of Art, Tokyo: Impressionisten und Post-Impressionisten aus den Niederlanden, 1980
- Pulchri Studio, Den Haag: Ivo Bouwman, 20 Jahre Kunsthändler, 1992
- Gemeentemuseum, Den Haag: Neues Licht: Die Haager Schule enthüllt, 2009
- Singer Museum, Laren: Hollands Impressionismus, 2013

## Schüler

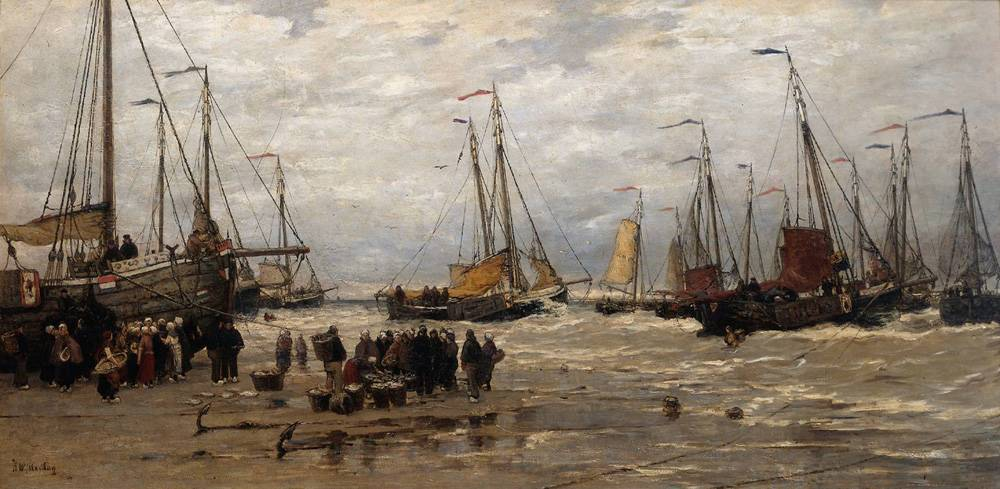
Hendrik Willem Mesdag: Pinken in der Brandung, (1880)

Bekannte Schüler waren u. a.
- Hendrik Willem Mesdag
- Albert Roelofs
- Adrianus van Everdingen
- Paul Joseph Constantin Gabriël
- Frans Smissaert
- Willem de Famars Testas
- Alexander Mollinger

## Entomologie
Willem Roelofs studierte nicht nur Malerei, sondern sammelte auch Insekten. Er machte Studien von Rüsselkäfern und veröffentlichte diese in verschiedenen wissenschaftlichen Zeitschriften. Im Jahr 1855 gründete er die belgische Vereinigung für Insektenkunde (Entomologie), deren Präsident er 1878 wurde. Er gilt als einer der Pioniere der Entomologie in Belgien.

## Bibliographie
- Dr. J. de Gruyter: Die Haager Schule, 1968
- E.M. Aarts: Gemälde des 19. Jahrhunderts von Niederländischen oder Französischen Malern, 1997
- Marjan van Heteren; Robert-Jan te Rijdt: Willem Roelofs, 1822–1897, De Adem der Natuur (zu einer Ausstellung), 2006, ISBN 90-6868-432-9
- Jan Jaap Heij: Hollands Impressionismus, 2013